# جنارو روجیرو
جنارو روجیرو (انگلیسی: Gennaro Ruggiero؛ زادهٔ ۴ فوریهٔ ۲۰۰۰) بازیکن فوتبال اهل ایتالیا است.
از باشگاه‌هایی که در آن بازی کرده‌است می‌توان به باشگاه فوتبال پالرمو و باشگاه فوتبال باری اشاره کرد.